# Oil of Every Pearl's Un-Insides
Albums de Sophie
Product
(2015) Oil of Every Pearl's Un-Insides Non-Stop Remix Album
(2019)
Oil of Every Pearl's Un-Insides est le premier album studio de la musicienne britannique Sophie, sorti le 15 juin 2018.
Le titre de l'album peut être entendu en anglais comme la phrase « I love every person's insides »,.

## Pistes
| No | Titre                         | Durée |
| -- | ----------------------------- | ----- |
| 1. | It's Okay to Cry              | 3:51  |
| 2. | Ponyboy                       | 3:15  |
| 3. | Faceshopping                  | 3:57  |
| 4. | Is It Cold in the Water?      | 3:32  |
| 5. | Infatuation                   | 4:40  |
| 6. | Not Okay                      | 1:49  |
| 7. | Pretending                    | 5:53  |
| 8. | Immaterial                    | 3:53  |
| 9. | Whole New World/Pretend World | 9:08  |